# Апсен, Борис Андреевич
Борис Андреевич Апсен (хорв. Boris Andreević Apsen; 19 июня [2 июля] 1894, Москва, Московская губерния, Российская империя — 1 сентября 1980, Брела, СР Хорватия, СФРЮ) — русский и югославский математик, инженер геодезии.

## Биография
Родился 19 июня (2 июля) 1894 года в Москве. Немец по происхождению, лютеранин по вероисповеданию. Отец — Андреас Петер Апсен, купец, потомственный почётный гражданин и выпускник Рижского политехнического училища. Мать — Надина Аугуста фон Гален. В семье также родились братья Павел и Андрей. 
Окончил реальное училище при евангелически-лютеранской церкви святого Михаила в Москве в 1911 году, с 1912 по 1916 год обучался на юридическом факультете Московского университета. Вольнослушатель Московского коммерческого института в 1915 году. Жена — Екатерина Фёдоровна Соколова, врач. Дочь — Надежда Борисовна Апсен.
В 1920 году Б. А. Апсен покинул Россию и прибыл через год в Королевство сербов, хорватов и словенцев, в город Дубровник. Поселился на острове Зларин (Далмация), где работал врачом супруга. Учился с 1926 по 1931 год в Загребском университете на техническом факультете, геодезически-культуротехническом отделении; окончил успешно в 1931 году. 
С 1929 года подданный Королевства сербов, хорватов и словенцев (Королевства Югославии). С 1928 года работал демонстратором на кафедре математики Загребского университета у профессора Ж. Марковича, с 1931 года стал ассистентом. В 1935—1938 годах был внештатным преподавателем низшей геодезии в Загребском университете.
Во время Второй мировой войны Б. А. Апсен преподавал математику на химико-технологическом отделении технического факультета, а в 1942 году получил докторскую степень и стал первым доктором геодезических наук. В 1946 году был арестован по ложному обвинению в том, что преподавал математику солдатам вермахта, однако благодаря ходатайству своего студента был освобождён. Продолжил до выхода на пенсию преподавать математику в средней геодезической школе Загреба.
Скончался 1 сентября 1980 года в городе Брела (СР Хорватия).
В 2010 году в Техническом музее Загреба состоялась «Логарифмические линейки», на которой отметили и вклад Б. А. Апсена.